# Margaret Melhase
Margaret Melhase Fuchs (13 de agosto de 1919-8 de agosto de 2006) fue una química estadounidense y codescubridora, con Glenn T. Seaborg, del isótopo cesio-137.

## Educación y carrera científica
En 1940, Melhase fue estudiante de la facultad de química de la Universidad de California, Berkeley. Era presidenta de Student Affiliates American Chemical Society y estaba considerando estudios de doctorado y una carrera en química.[cita requerida] Los estudiantes con honores generalmente asumían proyectos de investigación en ese momento, y ella buscó el consejo de su amigo cercano, el químico nuclear Gerhart Friedlander; Friedlander era entonces un estudiante de posgrado bajo la supervisión de Glenn T. Seaborg, y le sugirió a Melhase que lo buscara para un proyecto. Habló con Seaborg en su laboratorio y él propuso que trabajaran juntos para buscar un elemento del Grupo 1 entre los productos de fisión del uranio. Su laboratorio estaba situado por encima del de los premios Nobel Willard Libby y Melvin Calvin.
En marzo de 1941, Melhase trabajó con Art Wahl, quien le entregó 100 gramos de un compuesto de uranio (nitrato de uranilo) que había sido irradiado con neutrones por un ciclotrón. Usando un electroscopio de fibra de cuarzo Lauritzen, descubrió el Cs-137 varios meses después.  A pesar de establecerse como una prometedora joven científica experimental, la investigación nuclear durante la Segunda Guerra Mundial fue tratada con estricto secreto y no se publicitó.[cita requerida] Siguieron importantes investigaciones sobre el isótopo, pero sus resultados no estuvieron disponibles hasta después de la guerra.
Melhase recibió una licenciatura en química nuclear y planeaba postularse para estudios de posgrado en UC Berkeley. Sin embargo, el jefe del departamento de química, Gilbert N. Lewis, se negaba a ingresar a las mujeres; la última mujer admitida por el departamento se había casado poco después de su graduación y él consideraba que su educación había sido un "desperdicio". Trabajó para Philadelphia Quartz Company en El Cerrito, California. Se reincorporó al Proyecto Manhattan de 1944 a 1946. Sin un título avanzado, no continuó su carrera científica.
Aunque las referencias a su trabajo son escasas, Seaborg comparte el crédito de su descubrimiento del Cs-137 con ella. Escribiendo en 1961, declaró:

Estoy considerando incluir una breve descripción del descubrimiento del cesio 137 radiactivo en una de mis charlas. Creo que el trabajo que hizo conmigo durante 1941 sobre la identificación de este isótopo como producto de fisión del uranio constituye la primera observación de este isótopo.

- Glenn T. Seaborg, correspondencia con Melhase Fuchs en 1961

También escribió en 1990 que "es apropiado dar crédito tanto a GT Seaborg como a M. Melhase por el 'nacimiento' del cesio 137".

## Vida personal
Margaret fue hija única, nacida en Berkeley, California de madre Margaret Orchard y padre John Melhase, quien trabajaba como geólogo. Durante su tiempo en UC Berkeley, Melhase fue miembro de Berkeley Folk Dancers y editó el boletín del grupo. Conoció al profesor de matemáticas Robert A. Fuchs en un baile folclórico, se casaron en 1945 y tuvieron tres hijos. Ella y su esposo se mudaron a Los Ángeles. Fue partidaria de causas sociales, organizó marchas para los trabajadores agrícolas y la vivienda y ayudó a las familias inmigrantes laosianas en Los Ángeles.[cita requerida]